# O Genocídio do Negro Brasileiro
O Genocídio do Negro Brasileiro: Processo de um Racismo Mascarado é um livro de Abdias Nascimento, originalmente escrito como um texto para o no Segundo Festival de Artes e Culturas Negras, em Lagos (Nigéria, 1977), em plena vigência da ditadura militar brasileira. Teve sua primeira edição publicada em 1978 pela Editora Paz e Terra S/A e foi republicado em 2016 pela Editora Perspectiva com textos de Florestan Fernandes, Wole Soyinka e Elisa Larkin Nascimento (viúva de Abdias).
Abdias, que contestava a noção de uma suposta harmonia racial plena no país, teve sua fala suprimida e substituída pela apresentação do professor Fernando A. A. Mourão. Este último sustentava que o Brasil já havia superado as questões raciais, caracterizando a sociedade como um exemplo de "democracia racial". Embora tenha sido impedido de discursar oficialmente, Abdias não permaneceu em silêncio. Seu conteúdo foi divulgado em língua inglesa e posteriormente entregue aos presentes durante o evento.